# Сточна гара (площад в София)
Площад „Сточна гара“ е сред ключовите за транспорта площади в София.
Разположен е край столичната железопътна Сточна гара, откъдето произлиза името на площада и на района около него.
На площада се пресичат булевардите „Сливница“, „Васил Левски“, „Ген. Данаил Николаев“ и улиците „Константин Стоилов“ и „Владайска река“. Централната част от площада е заета от широк мост с кръгово движение над Владайска река, преминаваща от бул. „Сливница“ към едноименната улица.
Този пътен възел е сред най-натоварените в столицата. Ежедневно през него минават десетки хиляди превозни средства. Там са и крайните спирки на много автобусни и тролейбусни линии:
- автобусни линии – 53, 309, 310;
- тролейбусни линии – 6, 8, 9, 11.

Районът е известен с многото магазини и складове за търговия на едро и дребно за строителни материали, семена и посадъчен материал, както и за други потребителски стоки.